# Orthomorpha borneona
Orthomorpha borneona är en mångfotingart som beskrevs av Carl Graf Attems 1931. Orthomorpha borneona ingår i släktet Orthomorpha och familjen orangeridubbelfotingar. Inga underarter finns listade i Catalogue of Life.